# 2014年美國
|        | 美國歷史 \| 美國歷史年表                                                                                                   |
| 世紀： | 20世紀美國 \| 21世紀美國 \| 22世紀美國                                                                                     |
| 年代： | 1980年代美國 \| 1990年代美國 \| 2000年代美國 \| 2010年代美國 \| 2020年代美國 \| 2030年代美國 \| 2040年代美國               |
| 年份： | 2010年美國 \| 2011年美國 \| 2012年美國 \| 2013年美國 \| 2014年美國 \| 2015年美國 \| 2016年美國 \| 2017年美國 \| 2018年美國 |
| 紀年： | 美国独立238周年 |

## 聯邦政府

總統：贝拉克·奥巴马
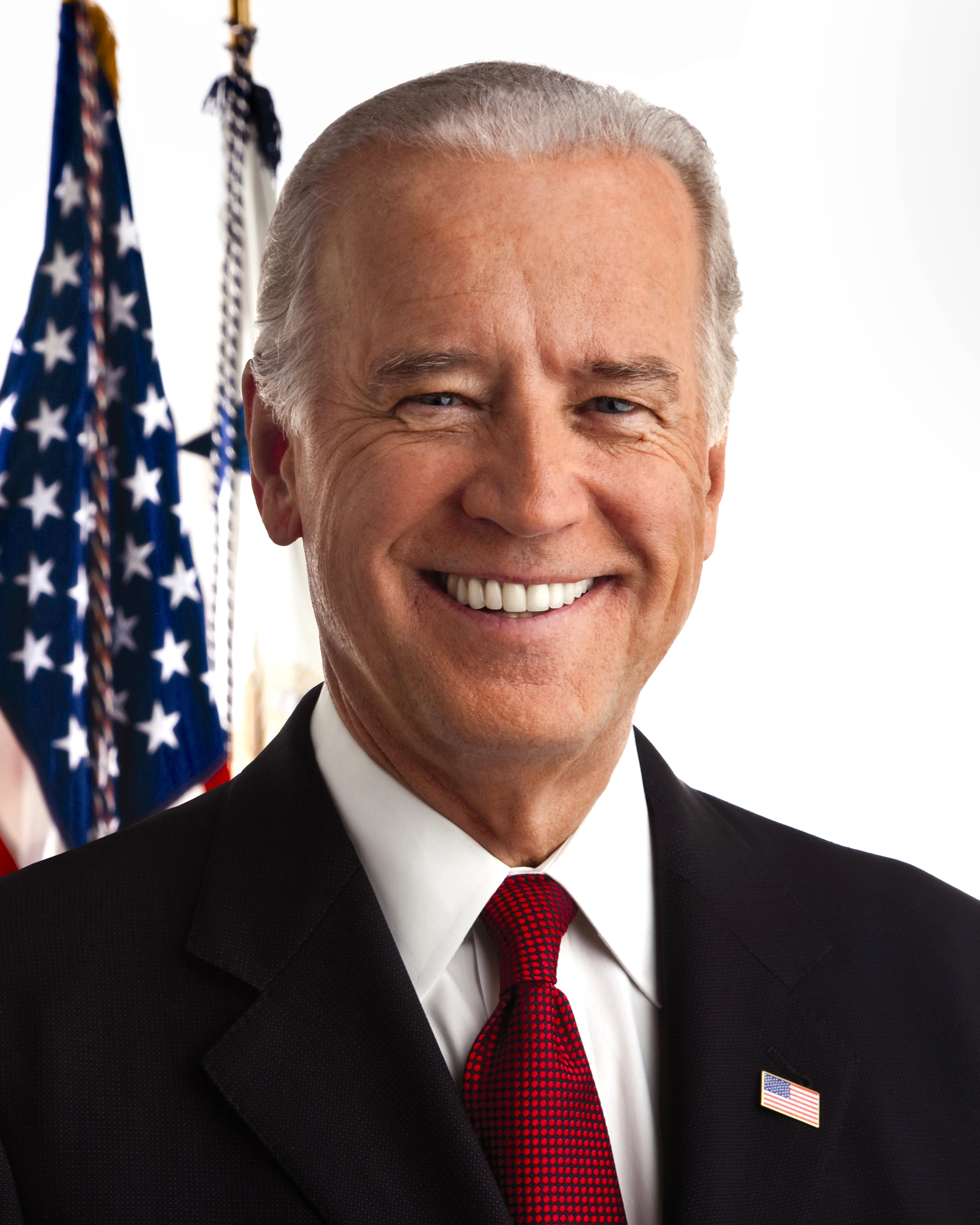
副總統：乔·拜登
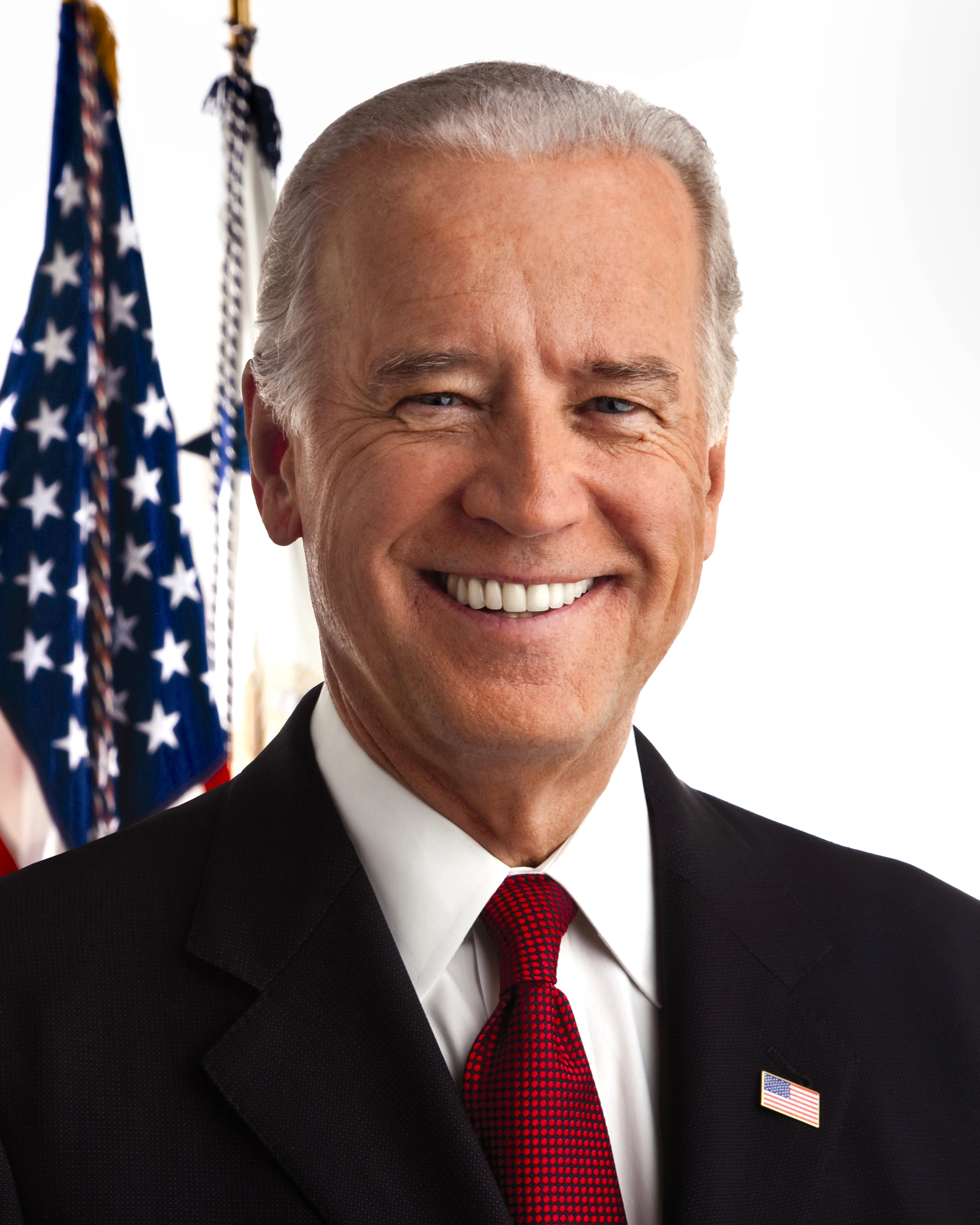
參議院議長：喬·拜登（副總統兼任）
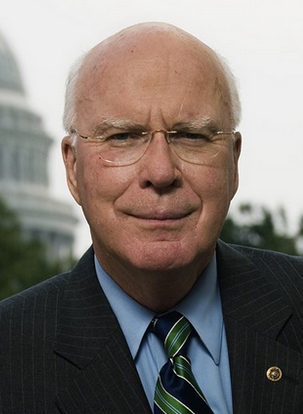
參議院臨時議長：派屈克·萊希
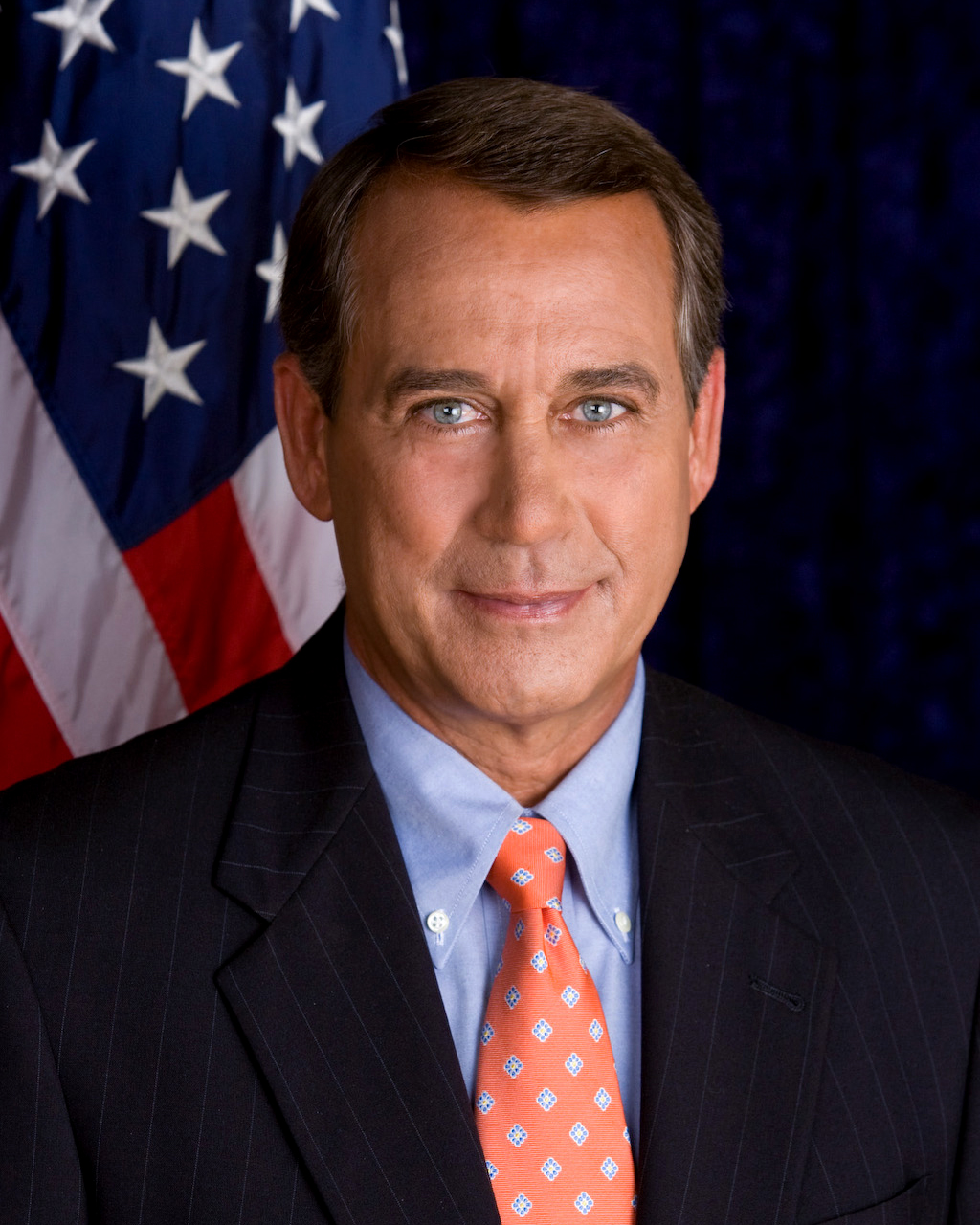
眾議院議長：約翰·博納
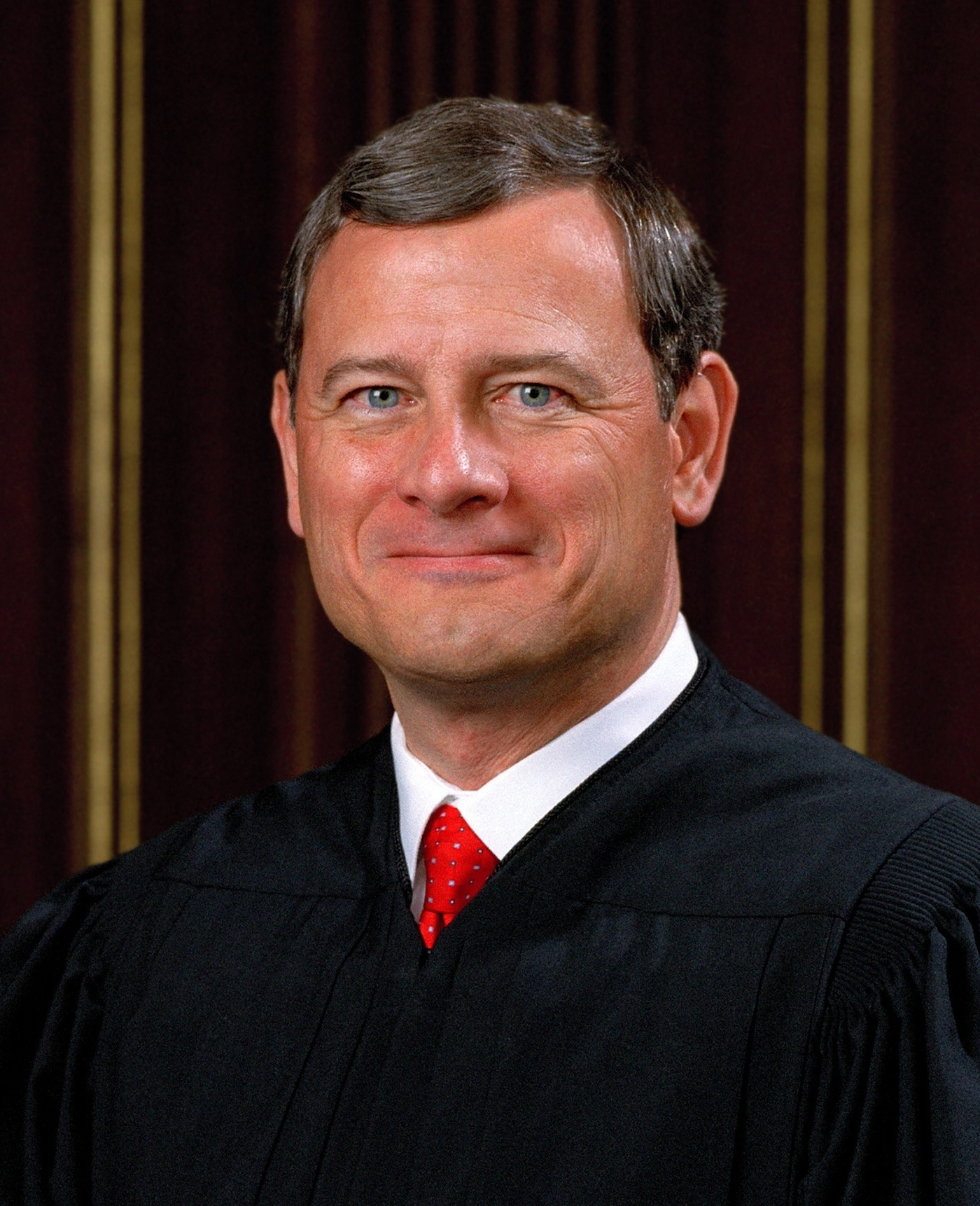
首席大法官：約翰·羅伯茨

## 大事记

### 1月
- 1月1日：
  - 多项法律生效[1]：
    - 亚利桑那州、科罗拉多州、康涅狄格州、佛罗里达州、密苏里州、蒙大拿州、新泽西州、纽约州、俄亥俄州、俄勒冈州、罗得岛州、佛蒙特州和华盛顿州的最低工资标准提升[2]。
    - 《患者保护与平价医疗法案》，即奥巴马医改的数项规定生效。
    - 由时任美国总统乔治·布什签署的《2007年能源独立和安全法案》正式生效，全国禁售40-60瓦白炽灯灯泡[3][4]。
    - 俄勒冈州禁止在有孩子的车辆中吸烟[5]。
    - 科罗拉多州允许合法授权企业销售休闲用大麻[6]。

  - 明尼阿波利斯雪淞滨江社区（Cedar-Riverside（英语：Cedar-Riverside, Minneapolis））一幢建筑物爆炸，造成3人死，13人受伤，事故原因尚未确定[7]。

### 3月
- 3月2日
  - 第86届奥斯卡金像奖
    - 《为奴十二年》获得奥斯卡最佳影片奖[8]
    - 《绝美之城》获得奥斯卡最佳外语片奖[9]
    - 阿方索·卡隆凭借《地心引力》赢得奥斯卡最佳导演奖[10]
    - 马修·麦康纳凭借《达拉斯买家俱乐部》的表演赢得奥斯卡最佳男主角奖[11]
    - 凯特·布兰切特凭借《蓝色茉莉》的表演赢得奥斯卡最佳女主角奖[12]
    - 《冰雪奇缘》获得奥斯卡最佳动画片奖[11]

### 4月
- 4月8日
  - 微软正式结束对Windows XP的支持[13]。

### 8月
- 8月16日
  - 迈克尔·布朗命案，密苏里州州长宣布弗格森进入紧急状态，宵禁从午夜持续到中部时间上午5点[14]。第二轮宵禁于翌日晚上批准实施[15]。

### 11月
- 11月20日，一位名叫阿凯·格里的黑人被纽约市警察局的一名警官误杀。[16]
- 11月22日，一位名叫塔米尔·莱斯的12岁男孩因被指“拿着‘手枪’随机地瞄准行人”遭警方枪杀[17]。